# Wachgeküsst – Live aus dem Parktheater Augsburg
Wachgeküsst – Live aus dem Parktheater Augsburg ist das erste Livealbum bzw. das zweite Videoalbum der deutschen Schlagerband Wolkenfrei, die allerdings nur noch durch die Sängerin Vanessa Mai verkörpert wurde, nachdem Marc Fischer und Stefan Kinski kurz zuvor die Band verlassen hatten.

## Entstehung und Artwork
Alle Stücke des Albums wurden von externen Autoren verfasst. Die meisten Titel wurden zusammen von den Autoren Olaf Roberto Bossi, Felix Gauder, Oliver Lukas, Alexandra Kuhn und Oli Nova geschrieben. Abgemischt, arrangiert und produziert wurden alle Titel (im Original) von Felix Gauder. Das Album wurde unter dem Musiklabel Ariola veröffentlicht und durch Sony Music Entertainment vertrieben. Die Liveaufnahmen erfolgten bei einem Konzert im Parktheater Göggingen in Augsburg am 7. Juli 2015. Hierbei handelte es sich um das Debütkonzert von Wolkenfrei, erstmals gaben sie ein offizielles eigenständiges Konzert. Vor Ort waren 300 ausgewählte Gäste. Auf dem Cover des Albums ist – neben Künstlernamen und Albumtitel – Mai, während des Konzertes, zu sehen. Das Coverbild wurde vom deutschen Fotograf Michael Malfer geschossen.

## Veröffentlichung und Promotion
Die Erstveröffentlichung von Wachgeküsst – Live aus dem Parktheater Augsburg erfolgte am 9. Oktober 2015 in Deutschland, Österreich und der Schweiz. Das Album ist als CD und Download sowie als Videoalbum in den Formaten Blu-ray Disc und DVD erhältlich. Das reguläre Album besteht aus 18 Titeln und beinhaltet Liveversionen von Liedern der letzten beiden Studioalben. Die Premium-Edition beinhaltet eine Zusatz-DVD mit drei Videos. Eine Singleauskopplung aus diesem Album erfolgte nicht.
Einen Tag nach der Albumveröffentlichung folgte der erste Liveauftritt zur Hauptsendezeit nach der Veröffentlichung des Albums. In der ARD-Show 150 Jahre Schlager – Das große Fest zum Jubiläum von Florian Silbereisen präsentierten sie ihre Single Wachgeküsst.

## Inhalt
Alle Liedtexte sind in deutscher Sprache verfasst, eigens das Stück Südseewind auf der Haut beinhaltet die englischsprachige Zeile „Forever You“ (Für immer dich). Musikalisch bewegen sich die Lieder im Bereich des Popschlagers. Das Album besteht aus 17 bereits veröffentlichter Stücke und beinhaltet alle Studioaufnahmen des vorangegangenen Studioalbums Wachgeküsst und die Titel Jeans, T-Shirt und Freiheit und Du bist meine Insel aus dem Debütalbum Endlos verliebt. Das Intro wurde neu für dieses Album beziehungsweise das Konzert eingespielt.
| #  | Titel                                    | Autor(en)                                        | Produzent(en) 1 | Länge |
| -- | ---------------------------------------- | ------------------------------------------------ | --------------- | ----- |
|    | CD/DVD                                   |                                                  |                 |       |
| 1  | Intro                                    | Felix Gauder                                     | Felix Gauder    | 1:00  |
| 2  | Wolke 7                                  | Felix Gauder, Oliver Lukas, Oli Nova             | Felix Gauder    | 4:15  |
| 3  | Sommerliebe                              | Olaf Roberto Bossi, Felix Gauder, Alexandra Kuhn | Felix Gauder    | 4:04  |
| 4  | Zauberland                               | Felix Gauder, Oliver Lukas, Oli Nova             | Felix Gauder    | 3:43  |
| 5  | Der Kopf sagt nein, das Herz schreit ja! | Olaf Roberto Bossi, Felix Gauder, Alexandra Kuhn | Felix Gauder    | 3:22  |
| 6  | Von Tokio bis Amerika                    | Tobias Reitz, Thomas Rosenfeld                   | Felix Gauder    | 3:23  |
| 7  | Südseewind auf der Haut                  | Olaf Roberto Bossi, Felix Gauder, Oliver Lukas   | Felix Gauder    | 3:53  |
| 8  | Es wird schon hell über Berlin           | Felix Gauder, Oliver Lukas, Oli Nova             | Felix Gauder    | 3:55  |
| 9  | Du berührst mein Herz                    | Olaf Roberto Bossi, Felix Gauder, Oli Nova       | Felix Gauder    | 3:41  |
| 10 | Schenk’ mir den Morgen danach            | Olaf Roberto Bossi, Felix Gauder, Alexandra Kuhn | Felix Gauder    | 4:17  |
| 11 | Wachgeküsst                              | Olaf Roberto Bossi, Felix Gauder, Alexandra Kuhn | Felix Gauder    | 3:54  |
| 12 | Felsenfest                               | Tamara Olorga, Nico Rebscher, Alvaro Tauchert    | Felix Gauder    | 4:59  |
| 13 | Ein Zelt am See                          | Felix Gauder, Oliver Lukas, Oli Nova             | Felix Gauder    | 4:00  |
| 14 | Mein Herz schlägt Schlager               | Felix Gauder, Oliver Lukas, Oli Nova             | Felix Gauder    | 4:15  |
| 15 | In all deinen Farben                     | Tamara Olorga, Lena Pesch                        | Felix Gauder    | 4:48  |
| 16 | Jeans, T-Shirt und Freiheit              | Olaf Roberto Bossi, Felix Gauder, Alexandra Kuhn | Felix Gauder    | 5:36  |
| 17 | Du bist meine Insel                      | Tobias Reitz, Thomas Rosenfeld                   | Felix Gauder    | 4:23  |
| 18 | Wolke 7 (Akustik Mix)                    | Felix Gauder, Oliver Lukas, Oli Nova             | Felix Gauder    | 3:57  |
|    | Premium-Edition (DVD 2)                  |                                                  |                 |       |
| 1  | Behind the Scenes                        |                                                  |                 | 15:32 |
| 2  | Bildergalerie                            |                                                  |                 | 6:57  |
| 3  | Wolke 7 (Musikvideo)                     |                                                  |                 | 3:52  |

## Mitwirkende
| Albumproduktion - Olaf Roberto Bossi: Autor - Felix Gauder: Abmischung (Originale), Autor, Arrangement (Originale), Musikproduzent (Originale) - Alexandra Kuhn: Autor - Oliver Lukas: Autor - Vanessa Mai: Gesang - Oli Nova: Autor - Tamara Olorga: Autor - Lena Pesch: Autor - Nico Rebscher: Autor - Tobias Reitz: Autor - Thomas Rosenfeld: Autor - Alvaro Tauchert: Autor | Artwork - Michael Malfer: Fotograf (Cover) Unternehmen - Ariola: Musiklabel - Sony Music Entertainment: Vertrieb |

## Chartplatzierungen
Die Verkäufe der CD werden denen des Studioalbums Wachgeküsst hinzuaddiert, damit geht das Album auch in der Chartauswertung der des Studioalbums mit ein. In Deutschland werden auch die Verkäufe der Videoalben denen von Wachgeküsst hinzuaddiert.
Wachgeküsst – Live aus dem Parktheater Augsburg erreichte in Österreich Position sieben der Musik-DVD-Charts und konnte sich insgesamt zwei Wochen in den Charts halten. In der Schweiz erreichte das Videoalbum in einer Chartwoche Position zehn der Musik-DVD-Charts. Für Wolkenfrei ist dies der erste Charterfolg in den österreichischen und Schweizer Musik-DVD-Charts.